# Edimilson Fernandes
Edimilson Fernandes Ribeiro, född 15 april 1996, är en schweizisk fotbollsspelare som spelar för Mainz 05. Han representerar även Schweiz landslag.
Fernandes har rötter ifrån Portugal och Kap Verde. Han är kusin till Gelson och Manuel Fernandes.

## Karriär
Den 31 augusti 2021 lånades Fernandes ut av Mainz 05 till Arminia Bielefeld på ett låneavtal över säsongen 2021/2022. Den 15 februari 2022 lånades han istället ut till Young Boys på ett låneavtal över resten av säsongen. I november 2022 förlängde Fernandes sitt kontrakt i Mainz 05 fram till 2026.